# Boğazkale
Boğazkale (già Boğazköy) è un villaggio della Turchia, centro dell'omonimo distretto della provincia di Çorum.
Vi si trovano i resti di Ḫattuša, capitale dell'impero ittita, sviluppatosi nel II millennio a.C. Tutta l'area, che conserva anche altre testimonianze ittite, costituisce il Parco Nazionale di Boğazkale.